# 1958 en dadaïsme et surréalisme
Pour l'année, voir 1958.
 Chronologie de dada et du surréalisme 
- 1954
- 1955
- 1956
- 1957
- 1958
- 1959
- 1960
- 1961
- 1962

Cet article présente les faits marquants de l'année 1958 en dadaïsme et surréalisme.

## Éphémérides

### Février
- 18 février

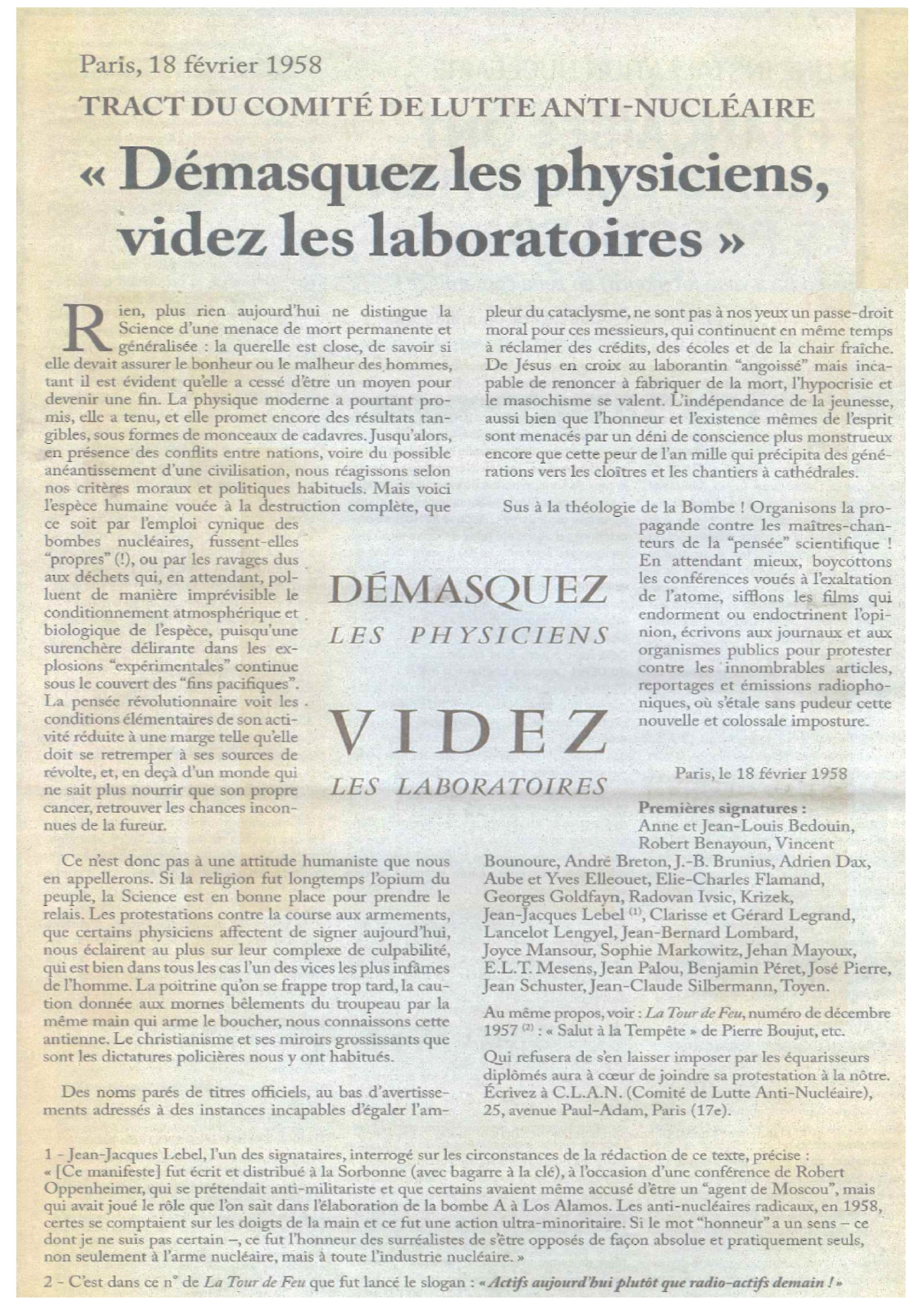
Démasquez les physiciens ...

Démasquez les physiciens, videz les laboratoires, tract signé collectivement du Comité de lutte anti-nucléaire[1].

### Juillet
- 14 juillet
Parution du premier numéro de la revue Le 14 juillet dirigée par Jean Schuster et Dionys Mascolo, sceptique à l'égard de la politique algérienne et mettant en garde contre le retour au pouvoir de de Gaulle présenté comme l'homme providentiel. André Breton y publie un article Trop de nous ?[2]

### Octobre
- 7 octobre
Première exposition monographique d'Yves Laloy à la galerie La Cour d'Ingres à Paris. Le catalogue est préfacé par André Breton[3].

- 29 octobre
Breton, Où est Carthage ?, collage[4].

### Novembre
- 15 novembre
Parution du premier numéro de la revue Bief, sous-titrée Jonction surréaliste et dirigée par Gérard Legrand et Jean-Claude Silbermann aux éditions du Terrain Vague[5].

### Décembre
- 5 décembre
Au gala du journal le Monde libertaire, organisé en faveur des objecteurs de conscience emprisonnés par la Fédération anarchiste, André Breton prend la parole pour protester contre la guerre d'Algérie[6].

### Cette année-là
- Á Düsseldorf, exposition rétrospective Dada organisée par Ewald Rathke et Hannah Höch. Réhabilitation de Dada en Allemagne après les années noires[7]

- À Bruxelles, parution du premier numéro de la revue Edda sous-titrée Cahiers internationaux de documentation sur la poésie et l'art d'avant-garde que dirige Jacques Lacomblez[8].

### Œuvres
- Victor Brauner
  - Metasigne, encaustique sur carton[9]
- André Breton
  - Où est Carthage ?, collage avec deux cartes de jeu : l'une sur papier, la seconde, sur un carton d'invitation au vernissage de Charles Henri Ford (en), titrées à l'encre noire[10]
- Guy Cabanel
  -  À l'animal noir, écrit : « La salamandre brûle. Lame bue sur les cendres, acier, tu crachotes à l'intérieur du gouffre où ton ambition vient de te plonger. À présent, tu dois connaître les pouvoirs qui t'étaient offerts. Sans mesure tu t'y donnes. L'air visqueux recouvre ton visage d'une pellicule assez opaque pour te cacher l'environ déjà presque imperceptible au fond de ce cratère. »[11]
- Leonora Carrington
  - Ingler, huile sur toile[12]
- Leo Dohmen
  - Le Mal de mer, épreuve gélatino-argentique[13]
- Yves Elléouët
  - La Chouette, gouache sur papier[14]
- Max Ernst
  - Enseigne pour une école de mouettes, huile sur toile[15]
- Jane Graverol
  - L'Afrique inconnue, huile sur toile[16]
- Wifredo Lam
  - Brousses, série de grands formats, technique mixte sur papier[17]
- Jean-Jacques Lebel
  - Diptyque unitaire, huile sur toile[18]
- Ghérasim Luca
  -  Ce château pressenti, écrit[19]
- René Magritte
  - L'Ami intime, huile sur toile[20]
  - La Chambre d'écoute, huile sur toile[21]
  - Les Vacances de Hegel, huile sur toile[22]
- André Pieyre de Mandiargues
  - Belvédère, texte consacré aux monstres de Bomarzo[23]
- Joyce Mansour
  - Les Gisants satisfaits, textes en prose : « Je suis d'une autre espèce. Même morte, je reviendrai forniquer dans le monde. »[24]
- André Masson
  -  Couple dans la nuit, huile sur toile[25]

- Matta
  - Le Coléreux, huile sur toile[26]

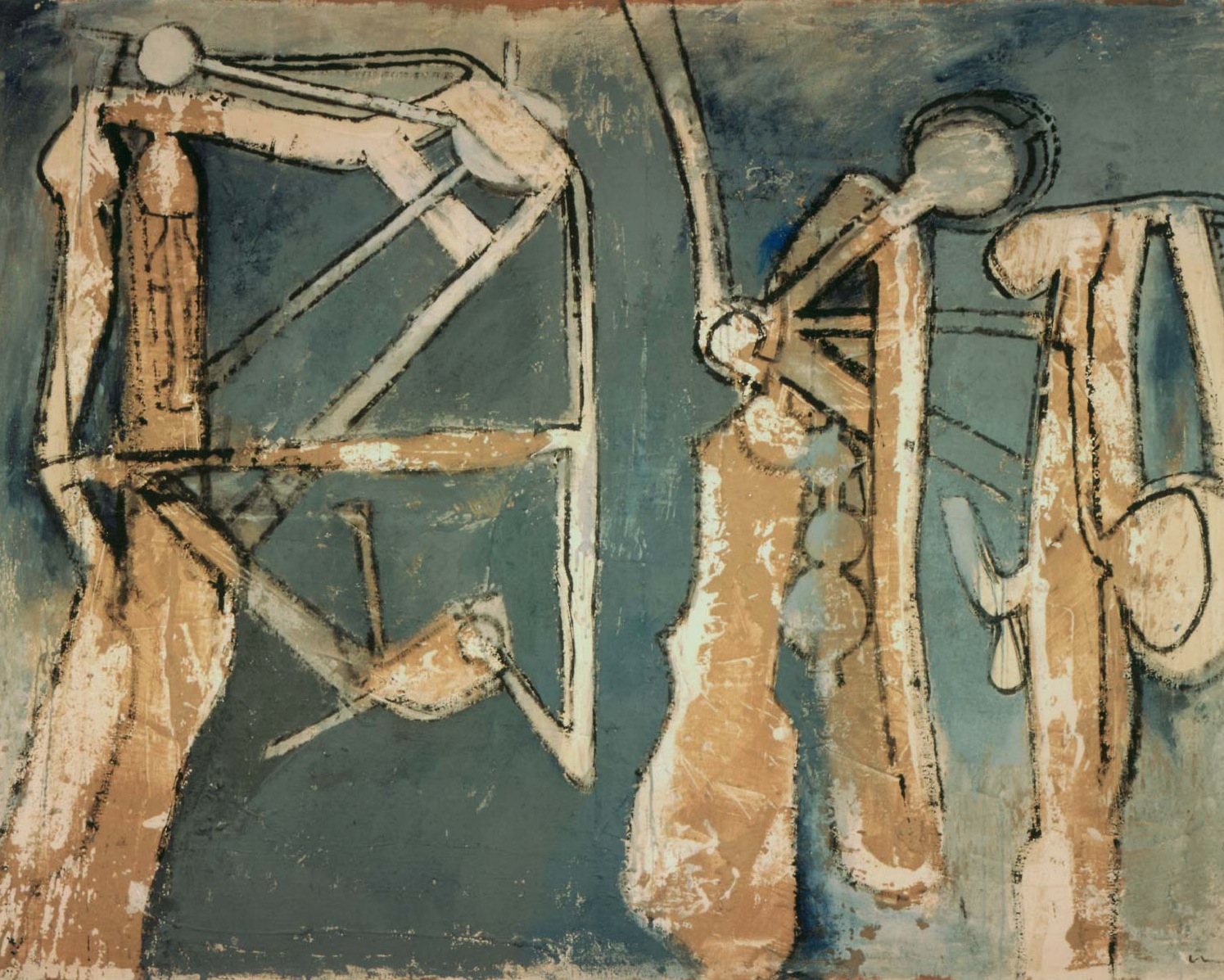
Matta, Three figures

  - La Labiabilité du connu, huile sur toile[27]
  - Three figures, huile sur toile[28]
- César Moro
  -  La Tortuga ecuestre (La Tortue équestre), publication posthume{{refnec]}}
- Man Ray
  - Pain peint, objet : pain, peinture, balance[29]
- Max Walter Svanberg
  - Illustrations pour l'édition suédoise des Illuminations d'Arthur Rimbaud[30]
  - Les Jouets de la déraison, aquarelle[31]
- Remedios Varo
  - Papilla estelor, huile sur masonite[32]